# Fiat iustitia, et pereat mundus
Fiat iustitia, et pereat mundus! е латинска сентенция, в приблизителен превод „Нека да има правосъдие, дори светът да загине“.
В същия смисъл се среща и Fiat justitia, ruat caelum („Нека да има правосъдие, дори небето да падне“). Никоя от двете форми не е засвидетелствана в оригинален римски текст, но популярността им след Ренесанса е значителна. Има различни опити за свързването им с исторически случки и лица.
Fiat iustitia, et pereat mundus! е девизът на Хабсбургския крал Фердинанд I.
Латинският израз би могъл да има няколко значения, тъй като римската богиня Юстиция е събирателен образ на древногръцките богини Дике (на правото, справедливостта и истината) и Темида (на правосъдието).